# Libri di Chilam Balam

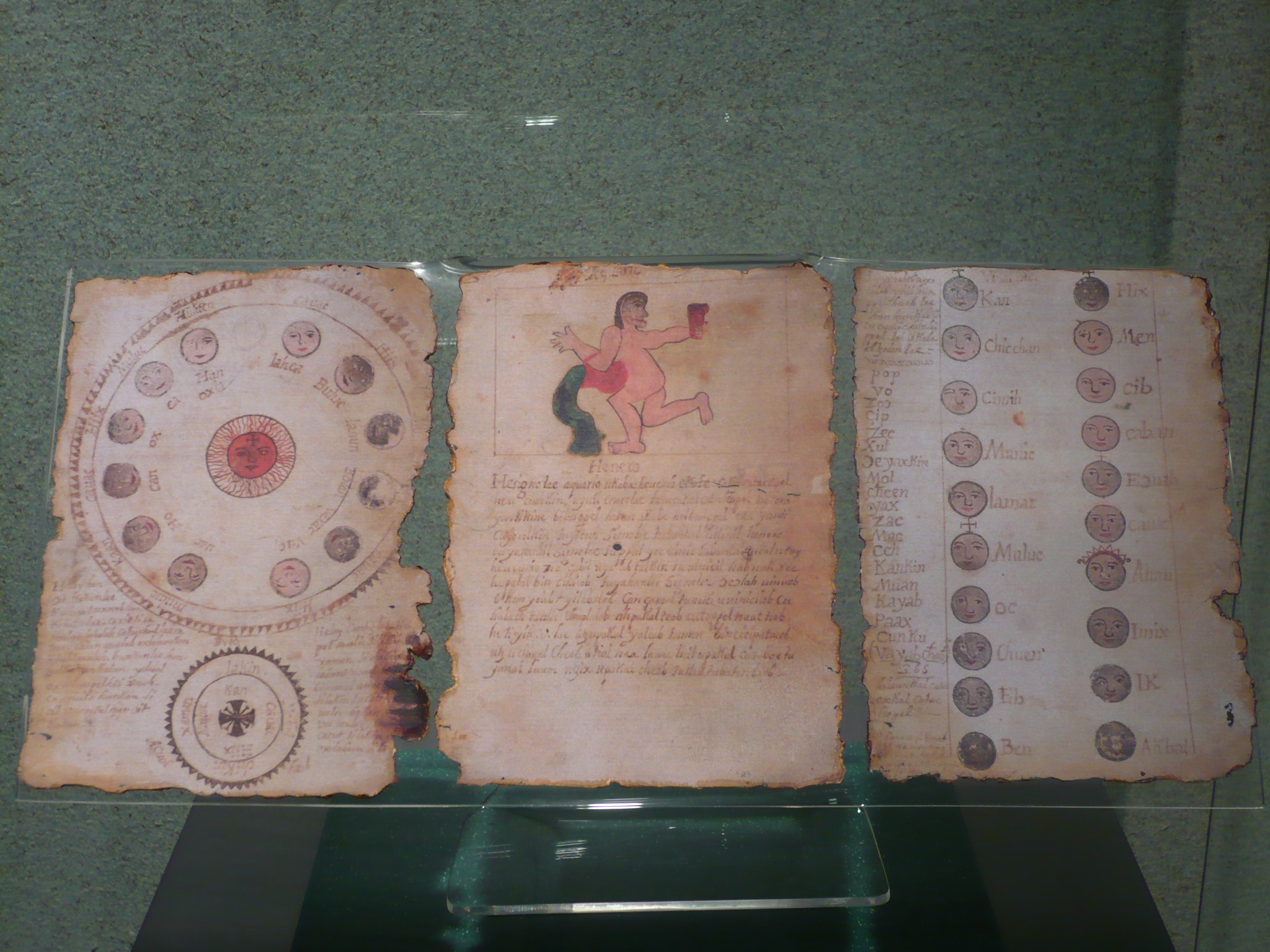
Libri di Chilam Balam

I libri di Chilam Balam sono una raccolta di manoscritti maya, redatti in lingua maya dello Yucatán, adottando l’alfabeto latino introdotto dagli spagnoli. Compilati tra il XVII e il XVIII secolo, contengono cronache storiche, miti, profezie, trattati medici, rituali religiosi e conoscenze astronomiche degli antichi maya. Prendono il nome da Chilam Balam, una leggendaria figura profetica, e dalle località in cui furono ritrovati (come Chumayel, Tizimin, Mani). Molti libri contengono riferimenti allo Chilam Balam, e gli studiosi a volte raggruppano  tutti i disparati testi trovati dentro ad un manoscritto chiamato 'Libri di Chilam Balam'.
Ci sono nove libri di Chilam Balam. Chumayel, Tizimin, e Tusik (mai tenuto a Tuzik, questo libro è l'unico rimasto nelle mani dei Maya. La sua posizione resta sconosciuta.) sono libri storici e profetici, che coprono entrambi i periodi prima dell'invasione spagnola e la successiva colonizzazione. I libri di Kaua, Chan Kan, Nah, Tekax, Mani e Ixil si occupano di astronomia, astrologia, ed erboristeria.
I libri sono stati trascritti nella lingua maya yucateca utilizzando caratteri latini, durante il diciottesimo e diciannovesimo secolo, anche se molti dei testi sono stati pubblicati ai tempi dell'invasione spagnola. I Libri di Chilam Balam sono una delle principali testimonianze della persistenza delle tradizioni maya nel periodo della conquista ed allo stesso tempo della contaminazione che era in atto tra la cultura indigena e la cultura dei conquistatori spagnoli.
I testi medici sono molto pratici, i testi storici ed astrologici appartengono a tradizioni esoteriche. In diversi punti di questi testi ci sono delle informazioni, che riguardano la nascita della mitologia maya.
I testi storici, 'cronache', sono inseriti nella struttura del calendario Maya e contengono alcuni dati utili sull'antico calendario, sui suoi custodi, i suoi usi e dei suoi cicli, includendo k'in, tun e k'atun. 
Gli arcaici idiomi yucatechi dei testi del Chilam Balam spesso di natura metaforica  offrono una formidabile sfida per i traduttori. La qualità e la natura interpretativa delle traduzioni esistenti varia notevolmente, quelle di Barrera Vázquez e Rendon, Roys, Edmonson, Gendorp e Reifler Bricker & Miram, sono tra le più note.